# Metodo di Winkler
Il metodo di Winkler è una tecnica analitica per la determinazione dell'ossigeno disciolto nell'acqua.
Consiste nel far reagire l'ossigeno con un riducente (Mn2+) e successivamente titolare le specie ossidate. L'analisi si attua facendo reagire il campione con due reattivi e con una titolazione finale. È importante eseguire questo genere di analisi il minor tempo possibile dal campionamento e prestare la massima attenzione a evitare la formazione di bolle d'aria durante il campionamento stesso o durante l'esecuzione dell'analisi.
Il reattivo I è composto da una soluzione di MnSO4 e NaOH:
Mn2+ + 2OH− → Mn(OH)2
4Mn(OH)2 + O2 + 2H2O → 4Mn(OH)3
2Mn2+ + 4OH− + O2 → 2MnO(OH)2
Il reattivo II è una soluzione di NaI e H2SO4 che scioglie il precipitato di Mn(IV) e Mn(III): 
2Mn(OH)3 + 6H+ + 2I− → 2Mn2+ + I2 + 6H2O
MnO(OH)2 + 2I− + 4H+ → Mn2+ + I2 + 3H2O
Infine lo iodio viene titolato con tiosolfato:
I2 + 2S2O32- → 2I− + S4O62-
Le ultime due fasi possono essere ricondotte ad una semplice titolazione iodometrica. Analogamente l'analisi può essere effettuata variando la composizione dei due reattivi, difatti il reattivo I può essere composto da cloruro manganoso, idrossido di sodio e sodio azide e il reattivo II contenere acido fosforico in luogo del solforico.
Dalla stechiometria delle reazioni si nota che ad una mole di ossigeno corrispondono 2 moli di iodio.
La tecnica, ora meno utilizzata in favore di metodiche più veloci ed automatizzabili, veniva utilizzata principalmente per misurare l'ossigeno disciolto nelle acque e il BOD.

## Varianti
Il metodo presenta delle varianti a seconda del tipo di interferenti presenti nella matrice:
- metodo di Alsterberg, variante per i nitriti e per i composti organici;
- metodo di Rideal-Stewart, con gli ioni ferrosi.